# Peridontopyge taeniata
Peridontopyge taeniata är en mångfotingart som beskrevs av Henri W. Brölemann 1926. Peridontopyge taeniata ingår i släktet Peridontopyge och familjen Odontopygidae. Inga underarter finns listade i Catalogue of Life.